# Robert Servan-Schreiber
Pour les autres membres de la famille, voir Famille Servan-Schreiber.
Robert Servan-Schreiber , né à Paris le 22 mars 1880 et mort dans la même ville le 21 avril 1966), est un journaliste et écrivain français.

## Biographie
Robert Servan-Schreiber est issu d'une famille française d'origine prussienne et juive, dont plusieurs représentants se sont illustrés au cours du XXe siècle dans le journalisme et la politique. Il est le premier fils de Joseph Schreiber (1845-1902) et de son épouse Clara Feilchenfeld (1855-1941). Joseph Schreiber est un représentant de commerce dans une société textile qui a ensuite créé la Maison Schreiber & Aronson, spécialisée dans l'import-export de mercerie, tissus, bonneterie et autres articles.
Robert Servan-Schreiber reprend en 1902 l’affaire d'import-export de son père pour laquelle il crée six ans plus tard, à l'âge de 28 ans, Les Échos de l'exportation, un bulletin mensuel gratuit de quatre pages, dont il est le directeur. Son frère Émile Servan-Schreiber, 20 ans, est alors encore trop jeune pour diriger le journal, même s'il y collaborera plus tard, et voyage à l'étranger, tandis que son frère Georges vient d'être reçu à l'internat de médecine.
C'est le premier bulletin d'achats par correspondance avec de la publicité, qui devient à partir des années 1920 le fameux quotidien économique, Les Échos.
Le premier numéro sort en avril 1908 avec en sous-titre, « Bulletin de la Maison Schreiber et Aronson », société de courtage, qui a pour fonction de mettre en contact les fabricants et négociants en textiles avec des acheteurs. Long de quatre pages, le premier numéro est tiré à un millier d'exemplaires, dont 300 envoyés aux clients de la société et 400 à d'autres clients potentiels du même secteur, avec un article de fond sur les questions économiques du moment.
Quelques mois plus tard, la pagination passe à 12 pages et le sous-titre disparaît. À l'été 1909, un peu plus d'un an après la création, est fondée une société anonyme au capital de 40 000 francs-or, dont la moitié des parts appartiennent à Albert Aronson et Robert Servan-Schreiber et l'autre moitié à deux Allemands, Karo, rédacteur en chef du journal économique allemand Konfectionär, et Léopold Schottlaender (1860 - 1919), propriétaire du Konfectionär. 
En 1910, Robert Servan-Schreiber abandonne ses fonctions au sein de la Maison Schreiber et Aronson, qui lui rapportaient 80 000 francs par an, pour se consacrer entièrement à son journal. Il devient hebdomadaire le 3 janvier 1913 puis ferme pendant la Première Guerre mondiale. Il est quotidien dès le 10 janvier 1928, sous son nom actuel et vend environ 10 000 exemplaires à la livraison en 1929. 
Robert Servan-Schreiber épouse en 1916 la féministe et sénatrice radicale du Gard Suzanne Crémieux (1895-1976), devenue vice-présidente du Parti radical, qui lui donne deux enfants, Marie-Claire Servan-Schreiber (1921-2004), journaliste, épouse Jacques Claret de Fleurieu puis Pierre Mendès France, président du Conseil et Jean-Claude Servan-Schreiber (1918-2018) directeur de presse, député, par ailleurs père de Fabienne Servan-Schreiber, productrice de cinéma, épouse de Wiaz puis d'Henri Weber, député européen socialiste.
De 1953 à 1959, il est maire de Montfrin, dont il avait acheté le château et le domaine.

## Distinctions
- Grand officier de la Légion d'honneur (2 février 1955)[8]
- Croix de guerre 1914–1918
- Chevalier de l'Ordre de Sainte-Anne
- Chevalier de l'ordre de Saint-Stanislas (Russie impériale)
- Chevalier de l'Ordre de l'Étoile de Roumanie